# Christen-Democratische Volkspartij (Nederland)
De Christen-Democratische Volkspartij (CDVP) is een Nederlandse lokale politieke partij in de gemeente Haarlemmermeer. De partij is in 2013 afgesplitst van het CDA en behaalde bij de gemeenteraadsverkiezingen van 2014 één zetel. Deze zetel ging bij de herindelingsverkiezingen in 2018 echter verloren. Oprichter van de CDVP is Anneke van der Helm-Chandansingh.

## Geschiedenis
In 1946 bestond er reeds een partij met dezelfde afkorting en bijna dezelfde naam, de Christelijk-Democratische Volkspartij. Dit lemma betreft de latere bijna gelijknamige afsplitsing van het CDA in 2013.
Anneke van der Helm-Chandansingh was raadslid voor het CDA in de gemeente Haarlemmermeer. Tevens was ze commissielid Asiel en Immigratie van de Tweede Kamerfractie van het CDA. Op 26 maart 2013 stapte ze uit het CDA nadat deze partij had ingestemd met de verruiming van de zondagopenstelling voor winkels in Haarlemmermeer. Ze nam haar zetel mee en ging in de raad verder als de nieuwe partij, CDVP.
De CDVP deed voor het eerst mee aan de gemeenteraadsverkiezingen in 2014 en verkreeg een zetel.
De CDVP werkte samen met Ouderen Politiek Actief (OPA), die daardoor in Haarlemmermeer niet meedeed aan de gemeenteraadsverkiezingen van 2014. Van der Helm-Chandansingh stond voor OPA in Amsterdam ook op de kieslijst. Samen ondertekenden de beide partijen een manifest met gemeenschappelijke uitgangspunten.
Bij de herindelingsverkiezingen van 21 november 2018 in Haarlemmermeer verloor de CDVP haar enige zetel nadat de partij maar 802 stemmen wist te behalen.